# Synagoga Staromiejska w Dębicy
Synagoga Staromiejska w Dębicy – nieistniejąca synagoga znajdująca się w Dębicy przy ulicy Wielopolskiej.
Synagoga została zbudowana przed 1711 rokiem przez gminę żydowską ze Starego Miasta w Dębicy. Podczas II wojny światowej synagoga została doszczętnie zdewastowana przez hitlerowców. 3 kwietnia 1954 roku wydano zgodę na rozbiórkę ruin synagogi. Pochodzący z nich materiał budowlany posłużył na wykonanie remontu synagogi Nowomiejskiej, mieszczącej się przy ulicy Krakowskiej.